# Route 118 (Nouvelle-Écosse)
Pour les articles homonymes, voir Route 118.
La route 118 est une autoroute de la Nouvelle-Écosse située entre Dartmouth et Fall River, au nord d'Halifax. Elle parcourt une distance de 14,2 km (8,8 mi).

## Description du tracé

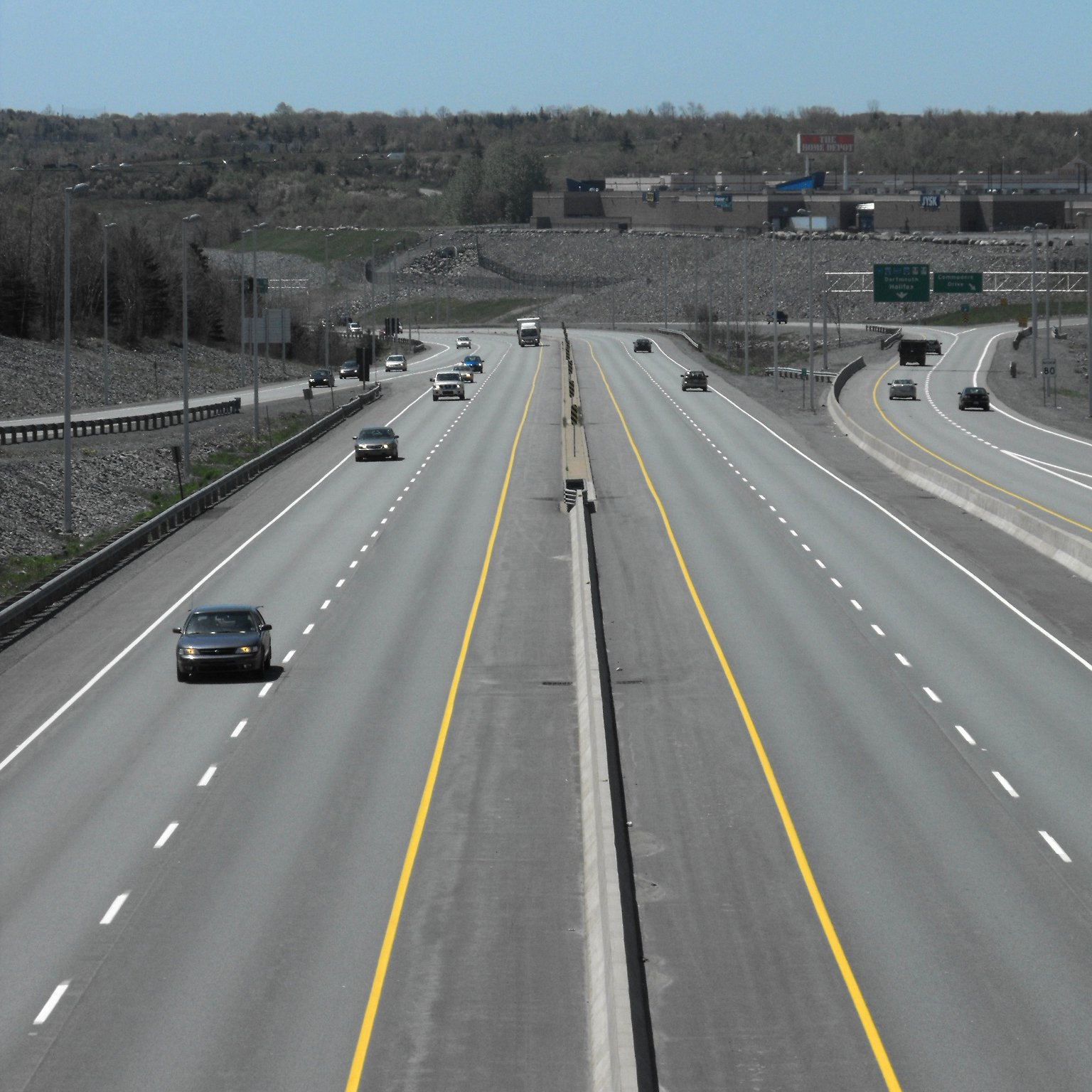
Les voies collectrices / express près de la sortie 12.

La route 118 débute à la jonction des rues Victoria et Woodland, au nord du centre-ville de Dartmouth. L'avenue Woodland est d'ailleurs considérée comme la route 118, même s'il s'agit d'une rue. C'est après avoir croisé la route 111 qu'elle devient une autoroute à quatre voies. Elle traverse d'abord les banlieues nord de Dartmouth en suivant la rive ouest de la rivière Charles. Ensuite, elle suit la route 318 et passe tout près du Lac William et du village de Waverley. Elle se termine sur la route 102 au sud de Fall River. Il est à noter que la route 118 possède la seule section connecteur/distributeur du Canada Atlantique. Cette section est située près de la sortie 12.

## Histoire
En 1972, il fut décidé de construire une autoroute pour relier la route 102 à Dartmouth. Une section forestière fut rasée pour permettre la construction de l'autoroute, qui fut complétée vers la fin des années 1970.

## Liste des sorties
| Comté             | Ville      | km    | Sortie | Destinations                                                                                            | Notes                                                                                          |
| ----------------- | ---------- | ----- | ------ | --- | ---------------------------------------------------------------------------------------------- |
| Halifax           | Dartmouth  | −2,80 | —      | Route 322 (Victoria Street)                                                                             | Intersection à niveau                                                                          |
| Halifax           | Dartmouth  | −0,90 | —      | Micmac Boulevard / Lancaster Drive                                                                      | Intersection à niveau                                                                          |
| Halifax           | Dartmouth  | 0,00  | 11     | Route 111 vers Route 7 (Main Street) / Route 318 – Eastern Shore, Eastern Passage                       | Sortie 4 de la Route 111; pas d'accès depuis Route 118 nord vers Route 111 ouest               |
| Halifax           | Dartmouth  | 0,00  | —      | Route 111 ouest Route 7 – Pont MacKay, Halifax                                                          | Sortie direction sud seulement; terminus sud des voies collectrices / express en direction sud |
| Halifax           | Dartmouth  | 1,00  | —      | Commodore Drive – Dartmouth Crossing                                                                    | Direction sud seulement sur voie colectrice                                                    |
| Halifax           | Dartmouth  | 1,80  | 12     | Wright Avenue – Dartmouth Crossing, Parc industriel de Burnside                                         | Terminus nord des voies collectrices / express en direction sud                                |
| Halifax           | Dartmouth  | 4,70  | 13     | Route 107 vers Route 318 / Akerley Boulevard – Cole Harbour, Eastern Shore, Parc industriel de Burnside | Indiqué sortie 13E (est) et 13W (ouest); sortie 13 de la Route 107                             |
| Halifax           | Fall River | 13,60 | 14     | Perrin Drive vers Route 2 / Route 318 – Fall River, Waverly, Wellington                                 | Sortie direction nord, entrée direction sud                                                    |
| Halifax           | Fall River | 14,20 |        | Route 102 nord – Aéroport, Truro                                                                        | Sortie direction nord, entrée direction sud                                                    |
| - Accès incomplet |            |       |        | |                                                                                                |